# Dóže

Corno dogale, symbol moci benátských dóžat

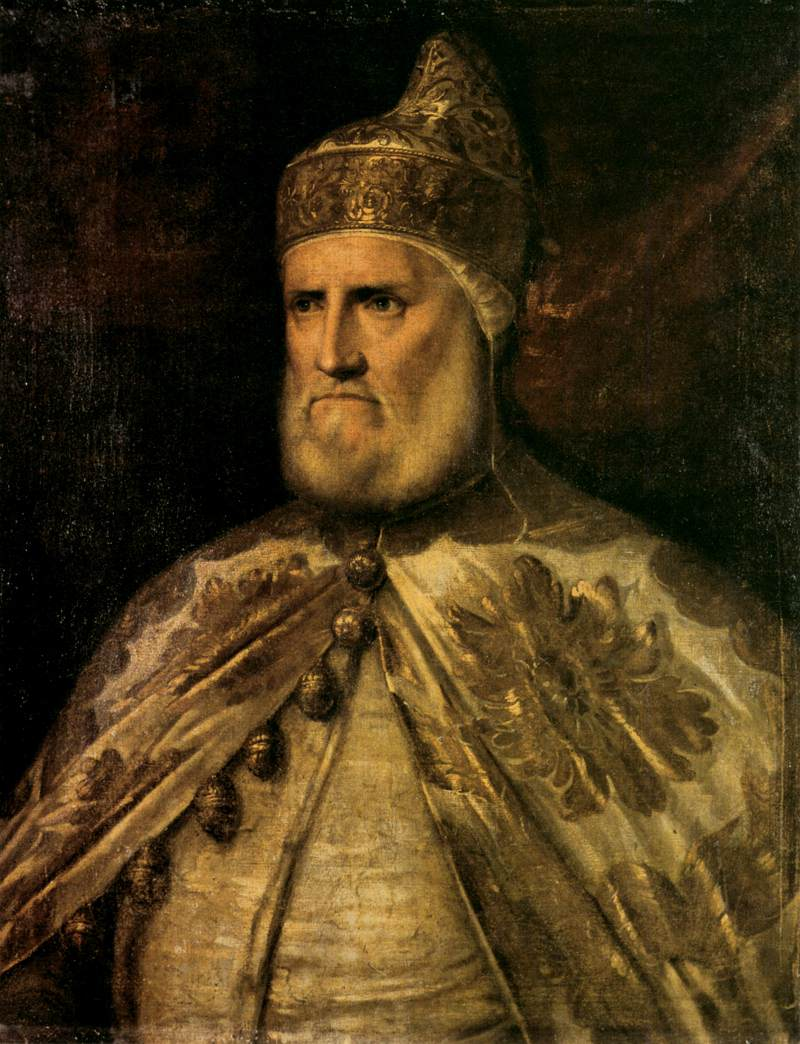
77. dóže benátský Andrea Gritti (Tizian, 1537-1540)

Dóže (italsky doge, odvozené z benátského slova doxe) je titul voleného vládce některých italských republik ve středověku a raném novověku. Titul manželky dóžete byl dogaressa, úřad a funkční období dóžete byly nazývány dogat.

## Titul
Výraz dóže je počeštěná forma italského titulu doge, nářeční formy latinského dux, vévoda / vůdce (spisovná italská forma je duce). Titul dóže se ve středověku a raném novověku používal pro hlavu státu v několika italských „korunovaných republikách“, z nichž nejvýznamnější byly Benátská republika a Janovská republika. Svého dóžete měla po čtyři staletí také malá vesnice Senarica v kraji Abruzzo, která byla až do roku 1796 samostatnou republikou.